# Bahía Golondrina (bahía)
La bahía Golondrina es una bahía en la margen septentrional del canal Beagle, en el sudoeste del sector argentino de la isla Grande de Tierra del Fuego, perteneciente al Departamento Ushuaia de la Provincia de Tierra del Fuego, Antártida e Islas del Atlántico Sur. En su ribera norte se encuentra Puerto Golondrina, un barrio y suburbio sudoccidental de la ciudad de Ushuaia, capital de la provincia de Tierra del Fuego, Antártida e Islas del Atlántico Sur.
Sus aguas han sido confirmadas como parte soberana de la República Argentina luego de una larga disputa limítrofe con la República de Chile concerniente a la traza del canal Beagle, afectando la soberanía de las aguas e islas de su interior y los espacios marítimos adyacentes.

## Geografía

### Etimología toponímica
Etimológicamente, este topónimo recuerda al nombre de un barco.
Dos buques relacionados con las exploraciones en las aguas fueguinas presentaron el nombre de “Golondrina”. El primero fue el vapor Golondrina, el primero que entró, fondeó y permaneció en el tramo final del río Grande.
El otro barco fue el aviso Golondrina, nave de 30 metros de eslora y 20 tripulantes, que  bajo el mando del capitán de fragata Eduardo O'Connor (nombrado en 1918 vicealmirante) y secundado por el alférez de navío Juan Murúa, realizó en 1892 el primer trabajo específico de hidrografía fluvial fueguina, con el sondeo de la boca de dicho río y aledaños. Posteriormente, también efectuó tareas en las aguas del canal Beagle. En honor a este segundo barco esta bahía lleva su nombre.
Sin embargo, el nombre que le daban sus primitivos pobladores, la etnia yámana en su propia lengua era Whiyinwaia.

### Situación geográfica
La parte central de esta bahía se encuentra localizada en las coordenadas: 54°50′27.64″S 68°21′5.43″O / -54.8410111, -68.3515083. Está situada sobre la margen septentrional del sector medio del paso interoceánico denominado canal Beagle, en la región sudoriental del océano Pacífico Sur. A la bahía la enmarcan cordones montañosos de la porción fueguina de la cordillera de los Andes: por el oeste el monte Susana —de 500 m s. n. m.—; y hacia el interior de la parte central el cerro de los Loros. 
Esta bahía está separada de la bahía Encerrada hacia el noreste por una escotadura que forma la base de la península Ushuaia. Una segunda escotadura la separa de la caleta Aspirante de las aguas de la bahía de Ushuaia, es un istmo de sólo 545 m en marea baja. Por él antiguamente corría un canal natural que dejaba a la porción externa de la hoy península convertida en una isla. 
Un cabo pone fin por el este a esta bahía: la llamada punta Occidental, en el extremo sudoeste de la península Ushuaia.  Si su límite oriental es claramente delimitado, no lo es en cambio el occidental, pues una serie de puntas envolventes van descubriendo parcialmente las aguas de esta bahía, hasta integrarlas a las aguas abiertas del canal Beagle. Dichas puntas demarcan sectores de la bahía más expuestos de otros cada vez más encerrados. El saco más profundo se presenta junto al istmo.
De allí que sus medidas pueden diferir según qué punta occidental se tome, por lo que su abierta boca puede ser de 2300 m o 2600 m si se toma alguna de las dos puntas que contienen a la pequeña bahía que enfrenta al hotel «Los Yámanas», o de casi 3,5 km tomando la punta al poniente del Hotel Los Cauquenes.
En la parte centro-oeste de la bahía desemboca el río Pipo.

### Origen geológico
La bahía Golondrina es el resultado de la acción de los glaciares. Un enorme glaciar que en las últimas fases de las glaciaciones cuaternarias descendía desde la cordillera Darwin avanzaba por donde hoy se encuentra el canal Beagle formando un valle longitudinal, al cual se le fue puliendo su fondo con la acción abrasiva de los hielos. Posteriormente, ante el retroceso postglacial, los espacios que habían estado ocupados por el hielo fueron invadidos por el mar. Son diversos los rasgos que atestiguan estos procesos geológicos; entre ellos destaca el perfil transversal de forma de "U" que posee su valle, con la berma visible, así como la presencia de morrenas. En las costas de esta bahía es posible observar playas pedregosas y sectores con restingas.  
Entre el 8000 y 3860 años AP, esta bahía se extendía algo más dentro de la isla Grande, al estar el nivel de las aguas del Beagle a mayor altura. Posteriormente, una disminución de algunos metros en el nivel marino le otorgó sus límites actuales.

### Clima

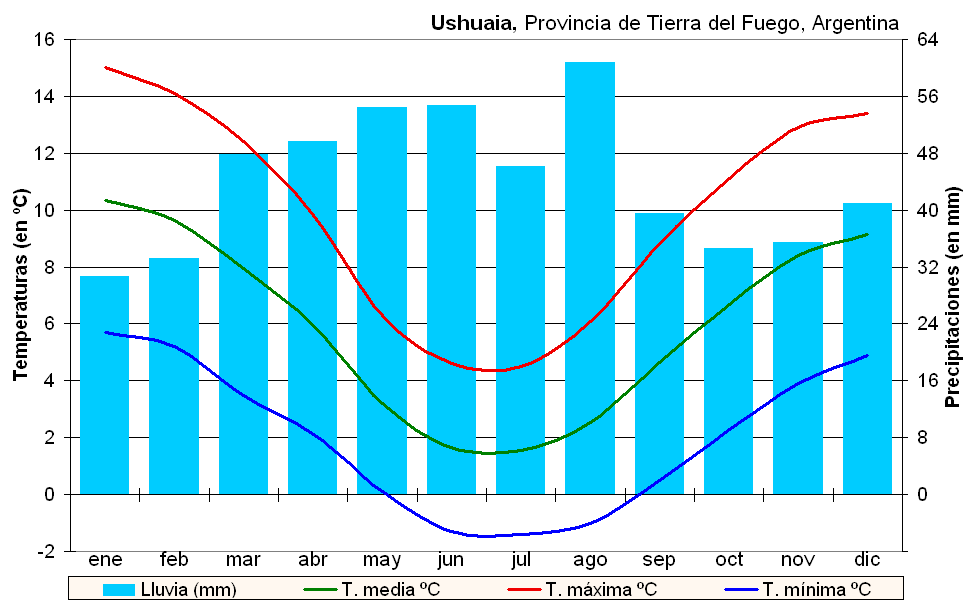
Climograma de Ushuaia, aplicable a la lindante bahía Golondrina.

El clima de la bahía Golondrina pertenece al clima oceánico subpolar, o al patagónico húmedo. Posee una temperatura media anual de 5,7 °C y una escasa oscilación térmica anual, que va de -0,3 en julio a 9,4 °C en enero; son extrañas las temperaturas de más de 15 °C en verano o menores a -8 °C en invierno. Los récords de temperaturas absolutas son 29,4 °C (ocurrió en diciembre) y -25,1 °C (ocurrió en julio). Tal es lo persistente del frío que en pleno verano austral se han registrado eventuales nevadas, o temperaturas de solo -6 °C. Las precipitaciones, que en invierno suelen ser en forma de nieve, están repartidas equitativamente a lo largo del año sumando un total de 524 mm pero, si bien parecerían exiguas, a causa de la constante temperatura baja se tornan suficientes para otorgarle a esta bahía un clima húmedo; también ayuda para ello el alto promedio de días con alguna precipitación —200 días al año—, siendo también alto el número de días nublados o brumosos.

### Riqueza biológica
Las aguas de esta bahía se incluyen en la ecorregión marina canales y fiordos del sur de Chile.

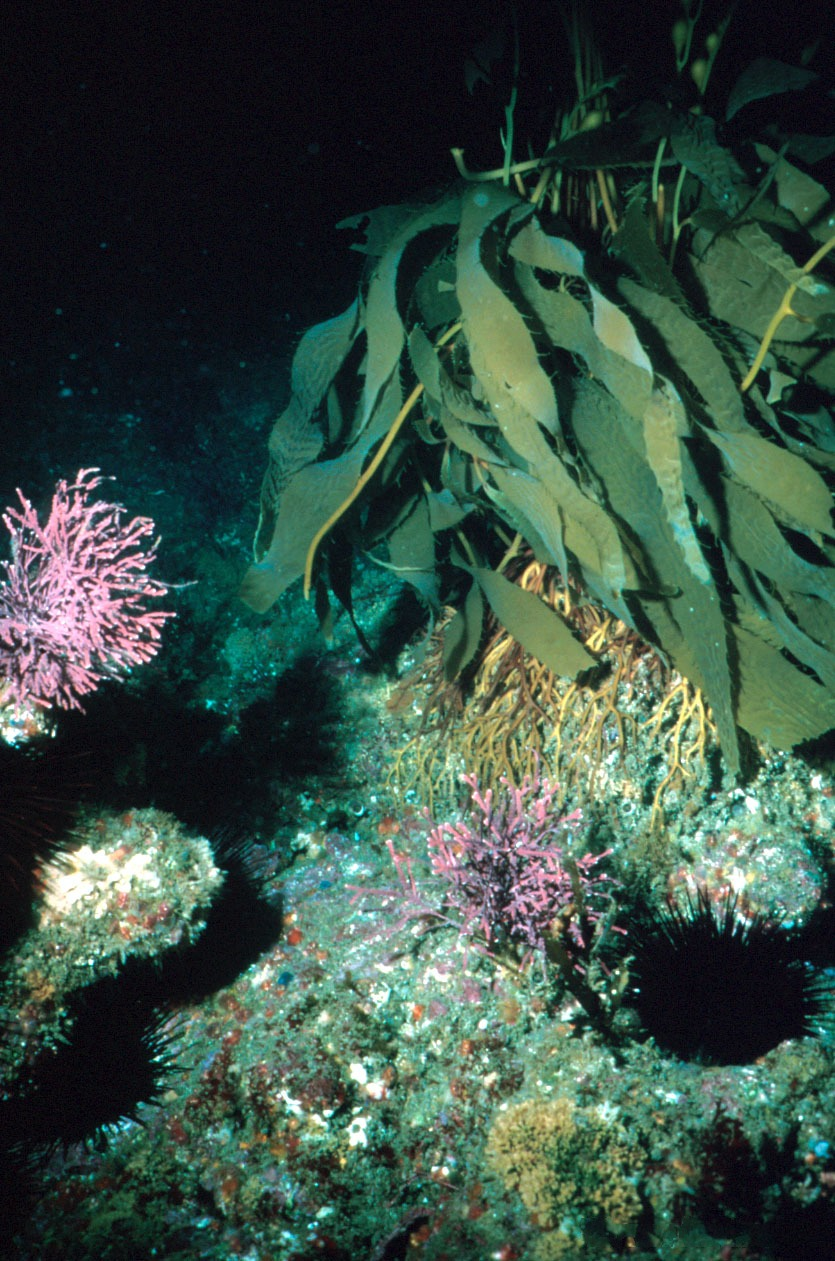
cachiyuyos gigantes.

#### Fauna

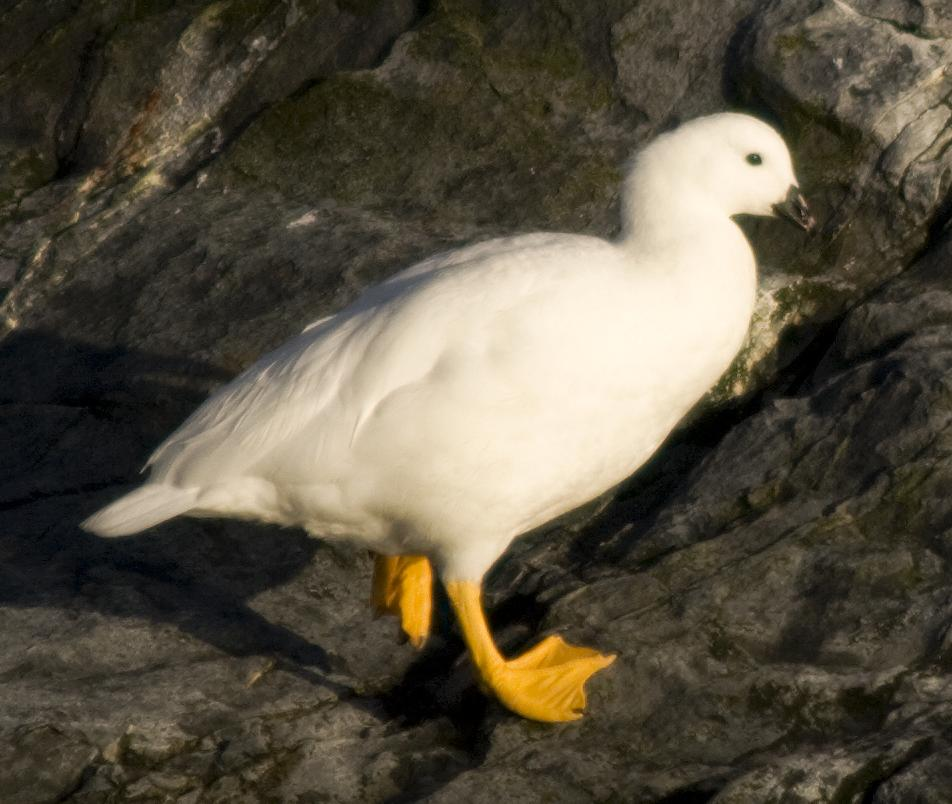
caranca o cauquén de mar.

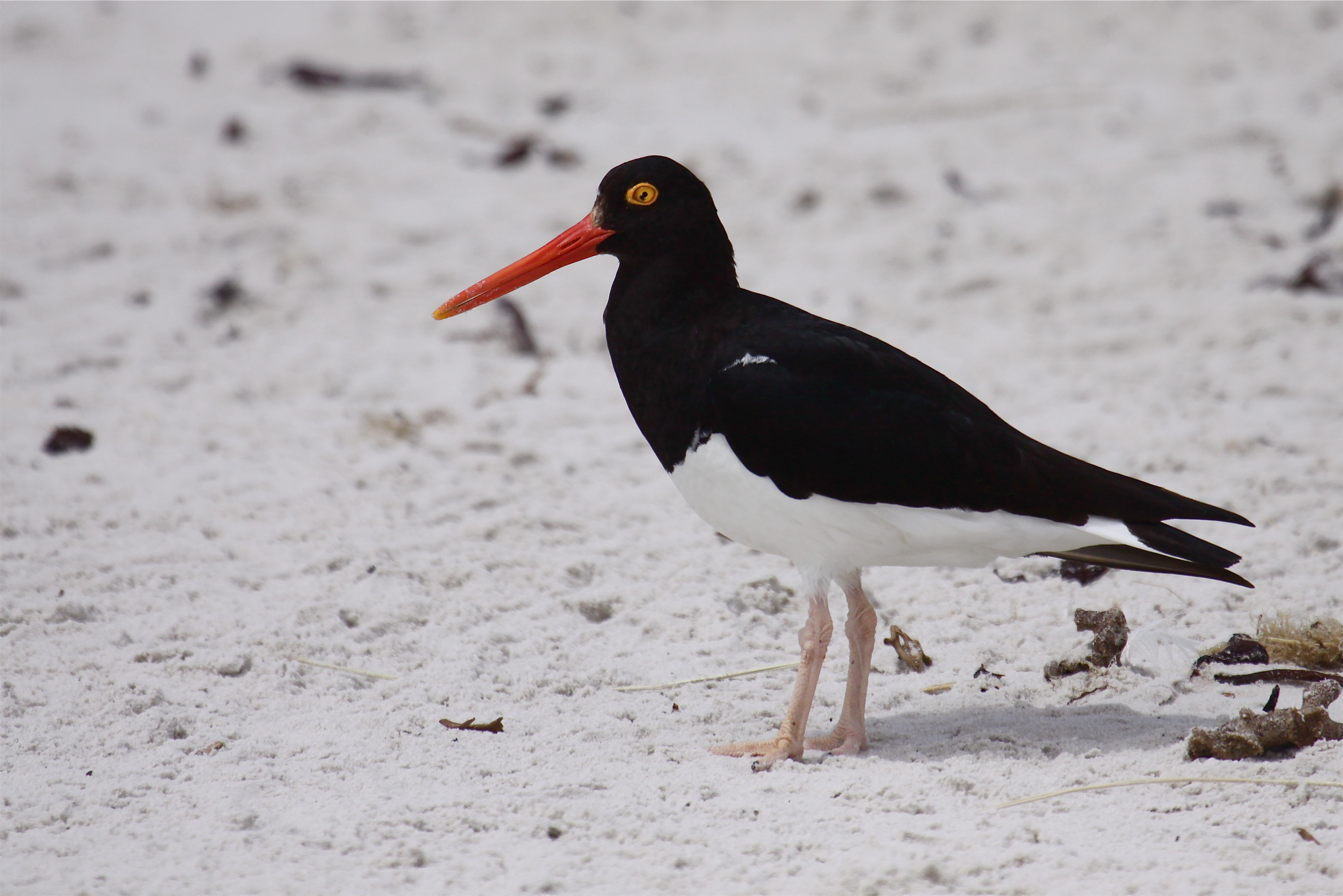
ostrero austral.

Sus aguas y costas cuentan con especies típicas del sudeste del océano Pacífico, siendo comunes en el sur de Chile, por ejemplo el pato vapor del Pacífico.
Las aguas de esta bahía son ricas en peces y diversos invertebrados, de los cuales se destaca especialmente la centolla patagónica de carne conocida por su delicado sabor, constituyéndose en el plato culinario típico de la comarca. Suelen frecuentar sus aguas cetáceos, además de lobos marinos de un pelo y de dos pelos sudamericano, si bien presentan sus apostaderos en archipiélagos ubicados más hacia el oriente, al igual que variadas aves marinas como las gaviotas australes, y de cormoranes imperiales.

#### Flora
A pesar de que las temperaturas son frías todo el año, las costas de la bahía Golondrina se encontraban cubiertas de altos bosques magallánicos, los que en su sector oriental fueron talados durante el siglo XX, conservando algunos en su porción occidental.  
Las aguas de bahía Golondrina son notables por poseer bosques sumergidos de cachiyuyos gigantes, alga parda de enormes proporciones, la cual sostiene una rica biodiversidad marina. 

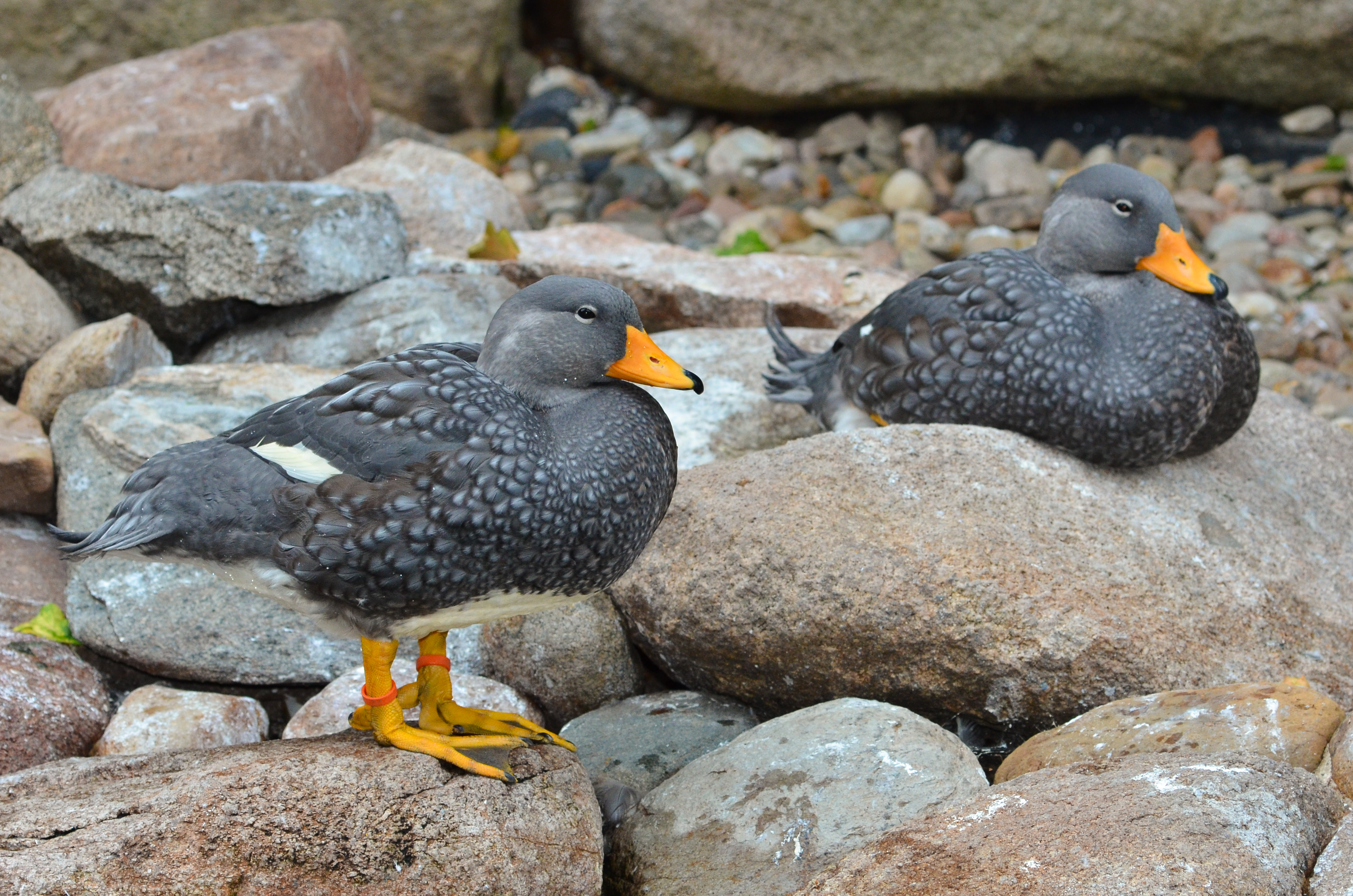
Pareja de pato vapor del Pacífico.

## Historia

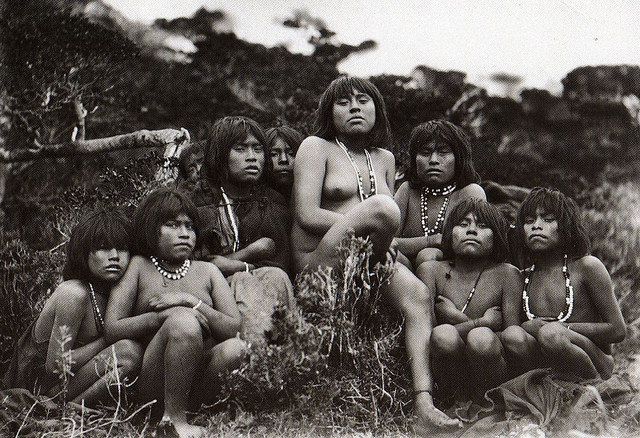
Los yámanas eran los primitivos habitantes de la bahía Golondrina.

### Primitivos habitantes
Cazadores, mariscadores, y recolectores, de la parcialidad wakimáala o central, de la etnia canoera de los yámanas o yaganes ocuparon sus costas, explotando sus recursos biológicos. Se alimentaban especialmente de mamíferos marinos y mejillones (Mulinia edulis, Mytilus chilensis, Aulacomya atra, Yoldia).
Esta bahía estaba conectada a la bahía Ushuaia por un canal marino al que los yámanas denominaban en idioma yagán "Jaujuashaga", el cual el descenso de las aguas del Beagle dejó en seco, formándose de este modo el contorno de la actual península Ushuaia, con parte del territorio que antes era una isla.
Estos amerindios fueron sus únicos habitantes hasta la llegada de los colonos occidentales, al comenzar a poblarse la que luego sería la ciudad argentina de Ushuaia, en 1861.
En sus riberas existió una prisión militar (Presidio Militar de Bahía Golondrina), pero en 1910 fue fusionada con el penal de la ciudad, pasando a ser el paraje sólo un puerto pesquero. Modernamente, el crecimiento del entramado urbano de Ushuaia lo abarcó, haciendo que pase a ser un suburbio de esa ciudad.

### Disputa por su soberanía
La bahía Golondrina se vio envuelta en la disputa limítrofe entre la Argentina y Chile, conocida como Conflicto del Beagle.
En 1971 ambos países acordaron en un Compromiso de Arbitraje someter la soberanía de las aguas e islas de dicho canal a la sentencia de un Tribunal Arbitral que debía dar a conocer su decisión a la reina Isabel II de Inglaterra. Una interpretación en Chile del texto del tratado limítrofe de 1881, conocida como Tesis Fagalde, determinaba que el límite binacional terminaba en la costa austral de la isla Grande de Tierra del Fuego, y la totalidad de las aguas del canal, junto con todas sus islas, serían chilenas. Si este fuera el caso, la Argentina tendría una costa seca, es decir tendría costa, pero no acceso al mar. Entre quienes sostuvieron esa tesis destacan, quien la esbozaría en 1905, el periodista Arturo Fagalde, y el estudioso Jaime Eyzaguirre, quien así la describía:

Luego la línea no se introduce en el canal, no lo comprende, queda fuera de él, sólo lo toca en su borde superior. El canal resulta así entero de Chile. Si el Tratado hubiera dicho que la línea llegaba hasta el medio o centro o hasta el eje del canal, se habría entendido que la mitad Norte del mismo correspondería a Argentina y la mitad Sur a Chile. Pero habría que torcer los términos claros del acuerdo para llegar a esta conclusión.

Esta interpretación fue llevada por Chile en la consulta al Tribunal Arbitral que dictó luego el Laudo Arbitral de 1977, pero solo como petitorio alternativo, en el punto segundo al final de las audiencias orales del 14 de octubre de 1976. En su falló la corte arbitral señaló que toda atribución de un territorio debe ipso facto traer aparejado sus aguas anexas, por lo tanto consideró inaceptable la tesis chilena. Seguidamente demarcó la traza del límite binacional sobre el canal de Beagle, otorgándole a la Argentina las aguas, islas, e islotes ubicados al norte de dicha línea, entre ellas a la bahía Golondrina. Si bien posteriormente la Argentina declararía insanablemente nula a la decisión arbitral, en las negociaciones binacionales de los años posteriores al fallo el resultado del laudo en este sector fue respetado. El conflicto se solucionó finalmente con la firma del Tratado de 1984, en donde ambos gobiernos, bajo un proceso de mediación del papa Juan Pablo II, en el sector del canal Beagle reconocieron como frontera la trazada por el Laudo Arbitral (aunque sin nombrarlo explícitamente en el tratado), lo cual refrendó definitivamente la soberanía argentina sobre la bahía Golondrina.

## Infraestructura y acceso
Sus riberas son fácilmente accesibles, mediante cualquier tipo de automóviles y durante todo el año,  pues la Ruta Nacional 3 la bordea por su parte norte. Dicha ruta nace en la ciudad de Buenos Aires y concluye en el paraje denominado «Fin del Mundo» de la bahía Lapataia. 

### Atractivos turísticos
Esta bahía es apta para paseos de ecoturismo costero partiendo desde el centro de la ciudad de Ushuaia. Sus riberas son adecuadas para el avistamiento de aves, especialmente marinas.
También se pueden contemplar distintas vistas del canal Beagle, y de la chilena isla Navarino.